# كفاءة استخدام المواد

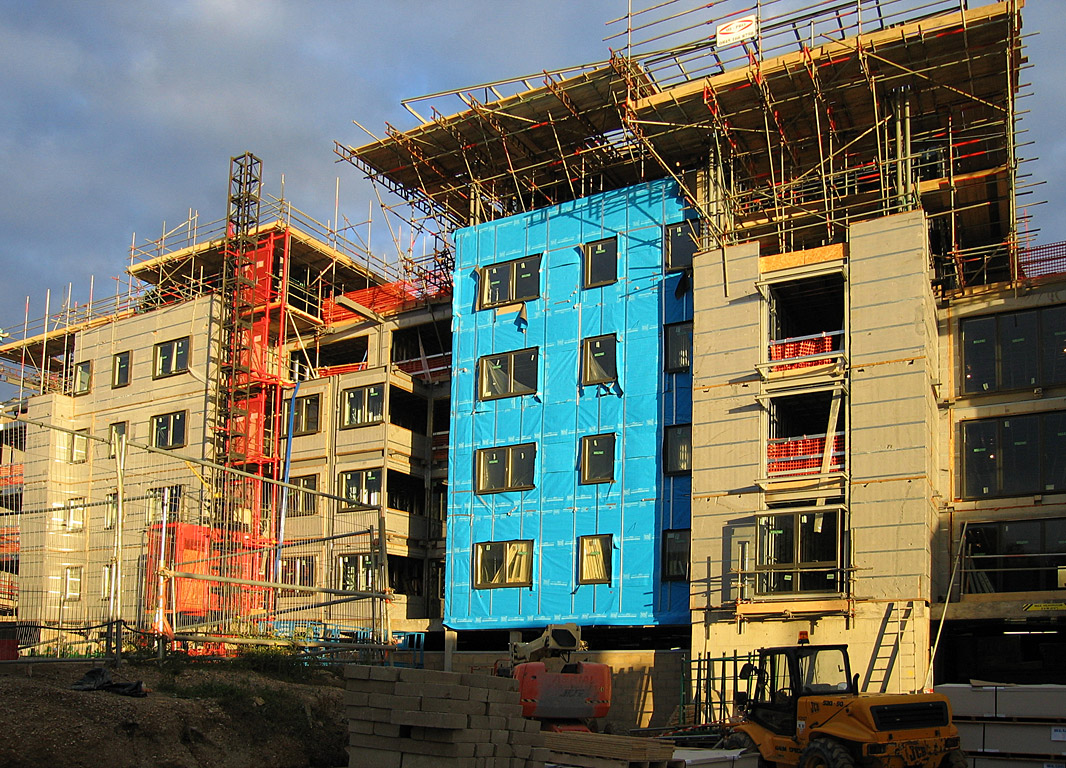

تعتبر كفاءة استخدام المواد وصفا أو مقياسا، يعبر عن درجة استهلاك المواد الخام أو دمجها أو هدرها، مقارنة بالمقاييس السابقة في مشاريع البناء أو العمليات المادية. يزيد جعل عنصر قابل للاستخدام خارج مخزون أرق من إصدار سابق، من كفاءة استخدام المواد لعملية التصنيع. تقترن كفاءة استخدام المواد بالمباني الخضراء، والحفاظ على الطاقة، وكذلك أي طرق أخرى لدمج الموارد المتجددة في عملية البناء من البداية إلى النهاية.
يمكن أن تعني كفاءة استخدام المواد أو فعالية المواد، أيضا الدرجة التي تستطيع بها المادة تحّمل حمولة، أو ضغط، أو وزن معين عليها. يمكن تحقيق كفاءة استخدام المواد من خلال استخدام المواد المعاد تدويرها، والمواد التي تستخدم الطاقة المتجددة، وطرق أخرى. استخدام الفولاذ المعاد تدويره بدلا من الفولاذ الجديد على سبيل المثال، «يقلل من الطاقة المنتجة في صناعة الفولاذ بنسبة 75 في المئة، ويوفر مساحة في مدافن النفايات أيضا.»
تستلزم كفاءة استخدام المواد «اتباع الاستراتيجيات التقنية، ونماذج العمل، ورغبات المستهلك، وأدوات السياسة العامة، التي من شأنها أن تؤدي إلى انخفاض مستدام في إنتاج المواد كبيرة الحجم والكثيفة الاستخدام للطاقة، لتوفير رفاهية الإنسان، وتشمل الدوافع لتحقيق كفاءة استخدام المواد: تقليل الطلب على الطاقة، والحد من الانبعاثات، وغيرها من الآثار البيئية للصناعة، وزيادة أمن الموارد الوطنية. من المحتمل أن يتضاعف الطلب على استخراج المواد ومعالجتها في السنوات الأربعين المقبلة، مع النمو السكاني المتزايد، وزيادة الثراء. وستصبح الآثار البيئية للعملية المطلوبة أمرا بالغ الأهمية.»

## كفاءة استخدام المواد في عملية البناء
يمكن أن يكون استخدام مواد أكثر «كفاءة» في عملية البناء اليوم، أقل تكلفة وكثافة في استخدام الطاقة، من استخدام مواد بناء جديدة. وكمثال على ذلك، استخدام الفولاذ المعاد تدويره، لتشييد هيكل المبنى بدلا من استخدام الأخشاب. يوفر استخدام الفولاذ المعاد تدويره، مساحة في مدافن النفايات التي سيستهلكها الفولاذ، ويوفر 75%من الطاقة اللازمة لإنتاج الفولاذ في عملية الإنتاج، ويحفظ الأشجار من القطع لبناء المنازل. يمكن استحداث الفولاذ المعاد تدويره بالأبعاد الدقيقة اللازمة للبناء، ويمكن تحويله إلى «أذرع فولاذية مصممة خصيصا، وألواح لتناسب كل تصميم محدد.» يمكن أن تكلف هذه المواد الجديدة الأكثر كفاءة، تكلفة أكبر مبدئيا عند استخدامها في البناء، ولكنها ستوفر المال في الوقت المناسب، من خلال فواتير أقل للتسخين والتبريد، وفواتير كهربائية منخفضة، وأنواع أخرى من الفواتير. يمكنك استرداد أموالك بمرور الوقت، وتوفير المزيد، بالوقت الذي ستبقى فيه مرتاحا داخل منزلك.

## تقنيات العزل
المواد المستخدمة في العزل بشكل شائع، هي الألياف الزجاجية، والصوف الصخري، والصوف الخبيث. لا تحتاج هذه العناصر بعد تصنيعها، إلى طاقة لاستخدامها، ولا تحتاج إلى صيانة إلا في حالة تلفها. استخدام التضخم بشكل صحيح، هو الطريقة الأكثر فعالية لتقليل استخدام الطاقة، وانبعاثات غازات الاحتباس الحراري.

### حقائق عن العزل
- يقلل استخدام العزل من تكاليف التدفئة والتبريد في المنزل بحوالي 20%.[4]
- مقابل كل وحدة حرارية مستهلكة في إنتاج العزل، هناك 12 وحدة حرارية مُوفَّرة، عن طريق استخدام العزل كل عام.[4]
- مقابل كل رطل من ثاني أكسيد الكربون المنبعث في إنتاج العزل، يُتجنّب 330 رطلا من ثاني أكسيد الكربون، عن طريق استخدام العزل.[4]
- تكون الألياف الزجاجية، ومنتجات الصوف الصخري والخبيث قابلة لإعادة الاستخدام. يمكن إزالتها بسهولة، وإعادة وضعها في مكانها.[4]
- تستخدم أنظمة التدفئة والتبريد أكثر من نصف الطاقة المستهلكة في المنازل الأمريكية، وفقا لوزارة الطاقة. يذهب عادة 42% من فاتورة متوسط خدمات العائلة، للحفاظ على المنازل في درجة حرارة مريحة. تنشر مصادر الطاقة التي تشغّل أنظمة التدفئة والتبريد هذه، أكثر من 500 مليون طن من ثاني أكسيد الكربون، و12% من انبعاثات أكسيد النيتروجين، وهي المكونات النشطة في الأمطار الحمضية. من خلال الجمع بين الصيانة المناسبة للمعدات، والتحسينات، والعزل، والطقس، وإدارة العوامل الجوية، يمكنك التقليل من فواتير الطاقة، والانبعاثات بمقدار النصف.[4]

### الرغوة المتعددة اليوريثان النباتية
أُطلق للعامة مؤخرا، جيل جديد من العزل. مصنوعة من الرغوة الصلبة المتعددة اليوريثان النباتية، من نباتات مثل الخيزران، والقنب، وعشب البحر، والتي «توفر رطوبة عالية ومقاومة للحرارة، وصوتيات ممتازة، وحماية ضد العفن والآفات. كما أن لها قيمة ر. أعلى من الألياف الزجاجية أو البوليسترين، وهذا يعني أن لها مقاومة حرارية أعلى، وعزل أفضل.»
تعني خصائص الاسترطاب للعزل الحيوي، أن بإمكانهم امتصاص وتخزين الرطوبة من الهواء المحيط، وفقا للشريكة في المشروع باتريثيا ماريا بيريز تارانكون في أكسيونا، في مدريد، في إسبانيا. وتقول: «تتصرف المادة كمضاد للرطوبة، وهذا يخفف من تغيرات الرطوبة النسبية في البيئة، مما يقلل من مخاطر الملوثات الشائعة مثل البكتيريا، والفيروسات، والتفاعلات الكيميائية، والحساسية، والتهابات الجهاز التنفسي، بالإضافة إلى تقليل الحاجة إلى تكييف الهواء.» يمكن أن تكون تقنيات العزل المعتمدة على النباتات هذه أرخص، وأكثر صحة، وتوفر المزيد من الطاقة في المنازل، والمباني، فضلا عن خفض استهلاك الطاقة في عملية تصنيع العزل.

### التسقيف البارد
هناك طريقة أخرى أكثر كفاءة لخفض استهلاك الطاقة، وتوفير الأموال إلى جانب العزل النباتي الأحدث، وهي التسقيف المناسب. يتضمن «التسقيف البارد» استخدام التسقيف الذي يعيد توجيه ضوء الشمس إلى الغلاف الجوي، بدلا من أن تمتصه المادة ويُمرر إلى المبنى. يمكن لهذا التسقيف البارد توفير المال، عن طريق خفض تكلفة الحفاظ على برودة المبنى عن طريق مكيفات الهواء.
يمكن استخدام نفس العملية للحفاظ على الحرارة، وخفض تكلفة فاتورة التدفئة. السقف البارد هو الذي صُمّم ليعكس المزيد من أشعة الشمس، ويمتص حرارة أقل، مما يمتصه السقف القياسي. يمكن صنع السقوف الباردة من نوع طلاء عاكس بشكل كبير، أو غطاء من الألواح، أو آجر عاكس للغاية، أو الألواح. فوائد السقف البارد:
- تخفيض فواتير الطاقة عن طريق تقليل احتياجات تكييف الهواء.[6]
- تحسين الراحة الداخلية، للمساحات غير المكيفة.[6]
- تخفيض درجة حرارة السقف، ما قد يطيل فترة خدمة السقف.[6]
- خفض درجات حرارة الهواء المحلي (يشار إليها أحيانا بـ تأثير الجزر الحرارية الحضرية).[6]
- انخفاض ذروة الطلب على الكهرباء، والتي يمكن أن تساعد في منع انقطاع التيار الكهربائي.[6]
- التقليل من انبعاثات منشآت توليد الطاقة، بما في ذلك ثاني أكسيد الكربون، وثاني أكسيد الكبريت، وأكاسيد النيتروز، والزئبق، عن طريق تقليل استخدام طاقة التبريد في المباني.
  - المواد المعاد تدويرها مقابل المواد الجديدة[6]

دمج المواد المعاد تدويرها في عملية تصنيع السلع الجديدة، هو تغيير أساسي. الموارد المعدنية محدودة، مثل ركاز البوكسيت لإنتاج الألومنيوم، أو الوقود الأحفوري لصنع البلاستيك، لذا من الضروري البدء في إعادة استخدام ما استخرجناه بالفعل حتى لا نستنفذ ما تبقى. هناك العديد من التقنيات المتاحة التي تساعد بشكل هائل الجهود لإعادة التدوير، مثل معدات تحت الحمراء القريبة، والتي «هي تقنية تصنيف شائعة في عمليات إعادة التدوير الكبيرة، ويمكنها تحديد العديد من أنواع البوليمرات المختلفة بدقة.» معدات تحت الحمراء القريبة، هي أسهل طريقة للفرز بين البلاستيك، مقارنة بالعين البشرية.

## الألمنيوم
يوفر الألمنيوم القدر الأكبر، بالعلب من المواد المعاد تدويرها، التي تتطلب أقل من 4% من الطاقة المطلوبة لصنع نفس العلب من ركاز البوكسيت. لا تتحلل المعادن عندما يُعاد تدويرها، بنفس الطريقة التي تحصل عندما يُعاد تدوير المواد البلاستيكية والورق، حيث تقصر الألياف في كل دور، لذلك فالعديد من المعادن مرشحة لإعادة التدوير، خاصة بأخذ الاعتبار للقيمة العالية لكل طن، مقارنة بالمواد الأخرى القابلة للتدوير.